# Ли Кунчжэн
Ли Кунчжэ́н (кит. упр. 李孔政, пиньинь Lǐ Kǒngzhèng, р.4 мая 1959) — китайский прыгун в воду, призёр Олимпийских игр.

## Биография
Ли Кунчжэн родился в 1959 году в Наньнине, Гуанси-Чжуанский автономный район. В 1971 году вошёл в сборную автономного района, в 1973 — в национальную сборную. В 1974 году завоевал золотую медаль Азиатских игр в прыжках с 10-метровой вышки, в 1978 — серебряную медаль в прыжках с 3-метрового трамплина, в 1982 — золотую медаль в прыжках с 3-метрового трамплина. В 1984 году на Олимпийских играх в Лос-Анджелесе Ли Кунчжэн завоевал бронзовую медаль в прыжках с 10-метровой вышки. В 1986 году он завоевал серебряную медаль чемпионата мира в прыжках с 10-метровой вышки.